# Max Springer
Max Springer, född 19 december 1877 i Schwendi, Württemberg, död 20 januari 1954 i Wien, var en tysk organist och tonsättare. 
Springer studerade i Böhmen hos bland andra Antonín Dvořák och Zdeněk Fibich och utbildades till organist. År 1910 blev han lärare vid Wiens statsakademi för kyrkomusik och 1927 direktör för denna institution. Han författade Kunst der Choralbegleitung, en orgelskola, liturgisk koraler och komponerade åtskillig kyrkomusik (bland annat mässor och psalmer) samt symfonier, orgel-, piano- och kammarmusikverk.